# Julian Sitkoveckij
Julian Grigor'evič Sitkoveckij (in russo Юлиан Григорьевич Ситковецкий?, in ucraino Юліан Григорієвич Ситковецкий?, Julian Hryhorijevič Sytkoveckyj; Kiev, 7 novembre 1925 – Mosca, 23 febbraio 1958) è stato un violinista sovietico.

## Biografia
Nato in Ucraina, Julian Sitkoveckij ha iniziato a studiare violino all'età di 4 anni, prima con suo padre, poi con David Bertie alla Scuola centrale di musica di Kiev. Bambino prodigio, a otto anni è stato scelto per suonare in presenza di Jacques Thibaud. 
Nel 1934 suonò il Concerto di Mendelssohn con l'Orchestra Sinfonica di Kiev. 
Nel 1939 si iscrisse alla Scuola Centrale di Musica di Mosca nella classe di Abram Il'ič Jampol'skij, di cui fecero parte Leonid Kogan, Igor' Bezrodnyj e Rostislav Dubinskij. All'inizio della guerra, fu evacuato a Perm' e si diplomò nel 1943.
Nel 1945 vinse il Concorso per giovani artisti dell'Unione Sovietica, nel 1947 vinse (ex aequo con Leonid Kogan e Igor' Bezrodnyj) il primo premio nella categoria giovani musicisti al Festival di Praga, mentre nel 1950 sposò la pianista Bella Davidovich  e quattro anni dopo nacque il figlio Dimitrij, che seguì le orme del padre affiancando la carriera del violino con quella del direttore d'orchestra.
Tra il 1951 e il 1954 Sitkoveckij ebbe l'opportunità di esibirsi fuori dell'Unione Sovietica ma solo nei paesi dell'Est. Nel dicembre 1952 ottenne il secondo premio (ex aequo con Wanda Wiłkomirska) al secondo "International Henryk Wieniawski Violin Competition" di Poznań dietro a Igor' Ojstrach. Nel 1955 vinse il secondo premio (dietro a Berl Senofsky) al "Concours musical international Reine Élisabeth de Belgique" di Bruxelles. 
Julian Sitkoveckij si è esibito raramente al di fuori dell'Unione Sovietica. Dopo che gli fu diagnosticato un cancro ai polmoni nel 1956 iniziò a diradare progressivamente l'attività concertistica sino al definito ritiro. Morì a Mosca nel 1958 all'età di 32 anni.